# Окей
Окей (на английски: OK) е английска дума, обозначаваща одобрение, приемане, съгласие, признание или знак на безразличие. Използва се като чуждица в много други езици. Понякога е описвана като най-често изговаряната дума на планетата.
Счита се, че думата произлиза от американския английски, най-вероятно от региона около Бостън в хода на краткотрайна мода на абревиатури и погрешни изписвания в края на 30-те години на XIX век. Първоначално е била съкращение на oll korrect (от английски: all correct – „всичко е наред“). Произходът ѝ е описан за пръв път от лингвиста Алън Уокър Рийд в края на 60-те години на XX век.
Като прилагателно окей обикновено означава „приемлив“, но може да означава и „посредствен“ в зависимост от контекста. Може да носи подобен смисъл, когато се използва и като наречие. Като междуметие може да означава „съвместим“. С подходяща интонация може да изразява несигурност или търсене на одобрение. Тези вариации в употребата ѝ се срещат в различни езици.